# Liga Profesional de Baloncesto de Colombia
La Liga Profesional de Baloncesto de Colombia (denominata Liga BetPlay de Baloncesto per motivi di sponsorizzazione) è il massimo campionato professionistico di pallacanestro in Colombia. Il torneo è stato istituito nel 1992, ma rifondato nel 2013. Attualmente è organizzato dalla División Profesional de Baloncesto, un ente dipendente dalla Federazione cestistica della Colombia.
Dalla sua creazione sono state disputate 19 stagioni. Il primo campione è stato il Valle-Sensus, mentre il più recente è il Motilones del Norte, che ha vinto il torneo di Clausura 2024 battendo in finale i Caribbean Storm Islands.
Il club con il maggior numero di titoli sono i Piratas de Bogotá, con 14 titoli vinti, seguiti dai Titanes de Barranquilla con 8 campionati vinti.

## Storia
Nel 1988 venne creata la prima competizione nazionale di pallacanestro in Colombia,questa fu la prima competizione di basket semiprofessionistico colombiano; il torneo venne denominato Copa Sprite per motivi di sponsorizzazione, e vide la partecipazione dei seguenti club: Bogotá Osos Be Burguer, Bogotá-Doria Promasa, Valle-Sensus 2, Antioquia-Sprite, Santander-Terpel, Barranquilla-Junior e Caldas-Ron Viejo de Caldas.

### Era professionistica

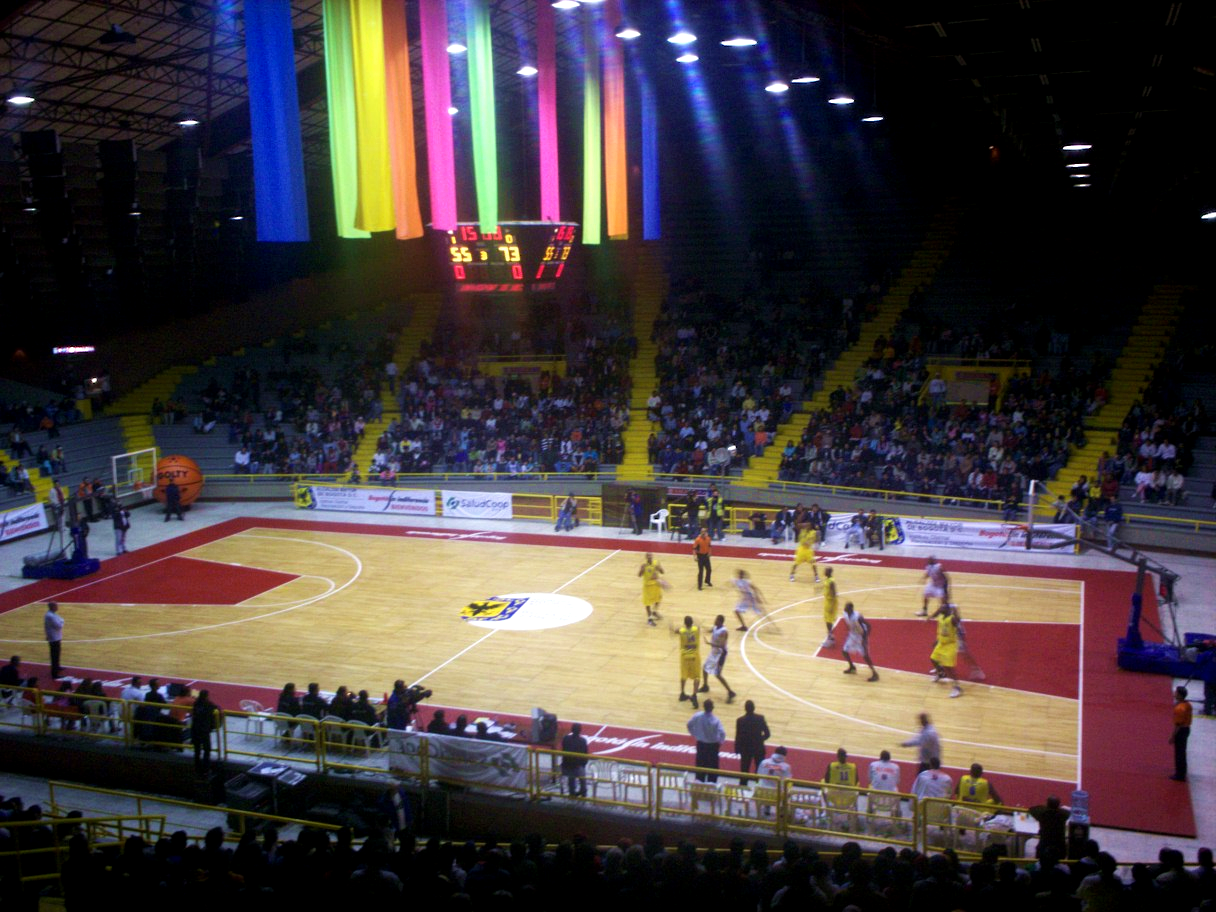
Partita al Coliseo El Salitre di Bogotá tra i Piratas e i Búcaros nel 2009.

L'esperienza accumulata portò i club partecipanti alla competizione semiprofessionistica alla creazione del primo campionato di pallacanestro professionistico in Colombia, la División Mayor del Baloncesto Colombiano,fondata il 16 giugno 1992. Dalla prima edizione del 1992 a quella del 2000, il campionato si disputò sempre sotto la denominazione di uno sponsor principale: la prima edizioni si disputò sotto il nome di Copa Sprite Profesional; a partire dal 1993, e per le otto edizioni successive, fu poi il Grupo Empresarial Bavaria a sponsorizzare il campionato, denominandolo in Copa Costeñita, con otto squadre che parteciparono a tutte le edizioni: Piratas de Bogotá, Caimanes de Barranquilla, Leopardos, Sabios de Manizales, The Warriors de San Andrés, Bravos del Norte de Cartagena, Toros del Valle e Paisas - Pilsen. 

### Era ad inviti e rinascita del professionismo
Tra il 2001 e il 2012, il torneo fu ad inviti, cioè non professionistico, e si disputava in brevi periodi di tre o quattro mesi. Addirittura, il campionato fu sospeso nelle edizioni 2002 e 2005 per mancanza di sponsor.
Nel 2012, la Federazione cestistica della Colombia, con il supporto dell’azienda Go Sports, fece il primo passo verso lo sviluppo della División Profesional de Baloncesto. Si ricevette inoltre l’appoggio di DirecTV e FIBA Américas per rilanciare il torneo in una nuova era professionistica a partire dal 2013, anno in cui si iniziò a disputare due tornei all’anno (Apertura e Cluasura) sotto la denominazione commerciale di Liga DirecTV. Dall'edizione 2016 il sistema del doppio torneo annuale è stato sostituito da un singolo torneo per stagione.

### 2020-2021: Pandemia, bolla a Cali e possibile espansione
A partire dal 2020 si sarebbero dovuti disputare nuovamente due campionati all’anno, ma a causa della diffusione della pandemia da COVID-19 in Colombia si disputò solo un torneo nella stagione, che si svolse a porte chiuse con un modello a “bolla” per evitare contagi, nel Coliseo Evangelista Mora di Cali.

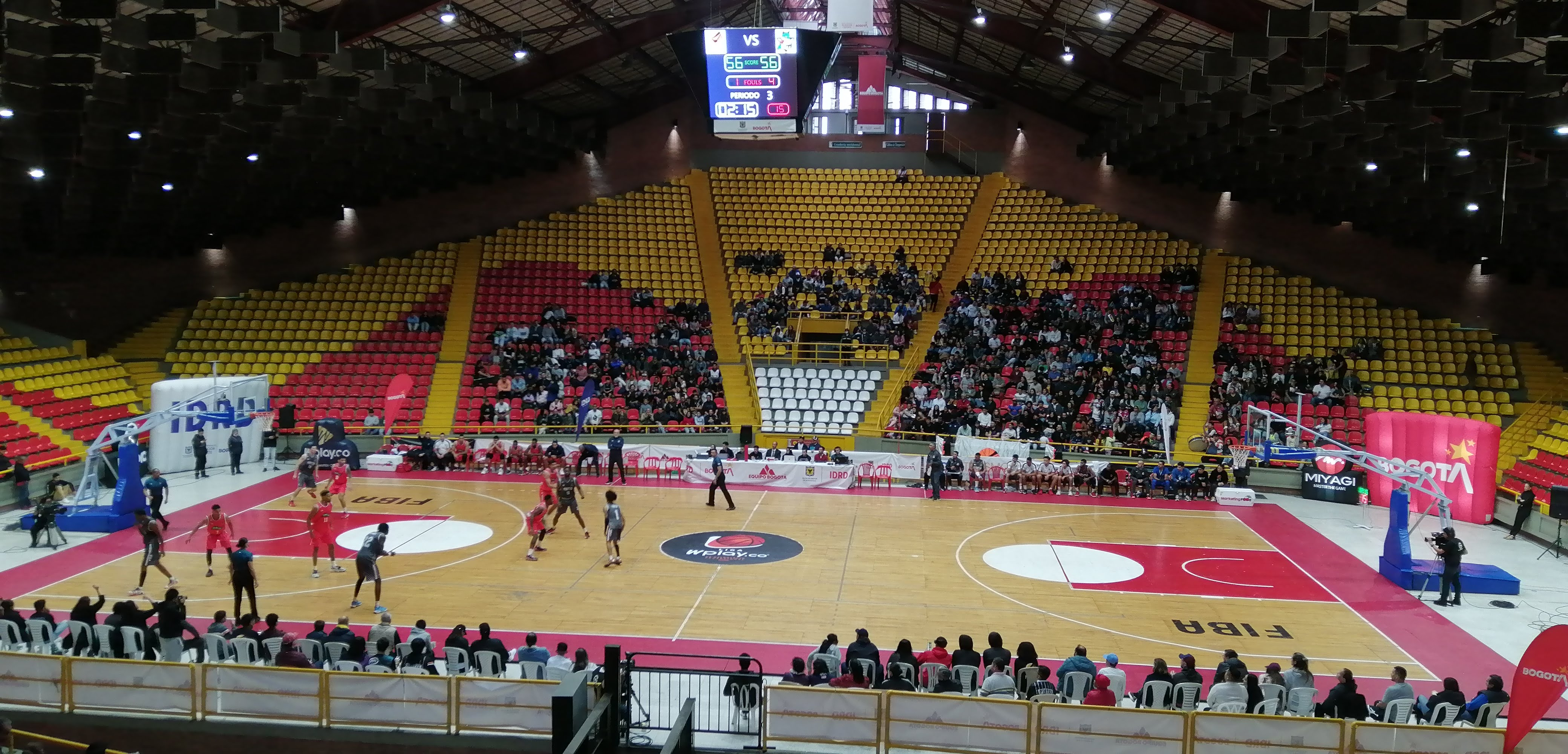
Partita tra i Piratas e il Team Cali al Coliseo El Salitre nel 2022.

Nel 2021 il torneo si svolse con la stessa modalità a bolla, e la División Profesional de Baloncesto ampliò la lega da 8 a 10 partecipanti con l’ammissione dei Cafeteros de Armenia e dei Motilones del Norte; va segnalato che furono ammessi anche i club Tayronas de Santa Marta e Llaneros del Meta, ma alla fine non presero parte alla stagione 2021-I.

### 2022: Ritorno delle squadre e del pubblico
Nel torneo di Apertura del 2022 parteciparono al campionato solo sette squadre, nuovamente in una bolla a Cali, con i Titanes che si laurearono campioni per la sesta volta consecutiva, eguagliando il numero di titoli ottenuti dai Búcaros nella storia. In questo torneo diverse squadre si rifiutarono di partecipare, tra cui i Piratas de Bogotá a causa dell’impossibilità di disputare le partite in casa.
Nel torneo di Cluasura del 2022 il torneo tornò a un formato con 10 squadre e con il ritorno del pubblico sugli spalti come principale novità, dopo due anni e mezzo.
Prima dell'inizio della stagione sportiva 2025 i club dei Titanes de Barranquilla, Búcaros de Bucaramanga, Cafeteros de Armenia e Corsarios de Cartagena sono stati sanzionati con due anni di sospensione dalla partecipazione alla lega professionistica dalla Commissione Disciplinare della Federazione Colombiana di Pallacanestro, a causa di inadempienze economiche e sportive.

## Squadre attuali
Elenco delle squadre che prendono parte alla stagione 2025
| Squadra              | Città         | Arena                      | Capacità |
| -------------------- | ------------- | -------------------------- | -------- |
| Caimanes del Llano   | Villavicencio | Coliseo Álvaro Mesa Amaya  | 7 000    |
| Caribbean Storm      | Santa Marta   | Coliseo Edgardo Vives      | 1 600    |
| Cimarrones del Chocó | Cali          | Coliseo Evangelista Mora   | 5 000    |
| Motilones del Norte  | Cúcuta        | Coliseo Toto Hernández     | 5 000    |
| Paisas de Medellín   | Medellín      | Coliseo Iván de Bedout     | 6 000    |
| Piratas de Bogotá    | Bogotá        | Coliseo El Salitre         | 7 000    |
| Sabios de Manizales  | Manizales     | Coliseo Jorge Arango Uribe | 4 000    |
| Toros del Valle      | Cali          | Coliseo Evangelista Mora   | 5 000    |

## Formato
Il torneo si compone di quattro fasi:
- 1. Prima fase – Stagione regolare: si disputano 28 giornate, 14 in casa e 14 in trasferta. Le due squadre con il punteggio più alto si qualificano direttamente alla terza fase.

- 2. Seconda fase – Play-in: le squadre classificate dal terzo al sesto posto si affrontano tra loro. Al termine, altre due squadre si qualificano alla fase successiva.

- 3. Terza fase – Playoff: le due migliori della prima fase e le due qualificate dai play-in si affrontano per accedere alla finale.

- 4. Quarta fase – Finale: le squadre finaliste si contendono il titolo in una serie al meglio delle sette partite. Chi vince quattro incontri è proclamato campione.

Il campione può ottenere un invito a partecipare alla Basketball Champions League Americas.

## Albo d'oro

### Era Semiprofessionistica (1988-1991)
| Anno | Campione   | Nome Torneo     |
| ---- | ---------- | --------------- |
| 1988 | Cali Sport | I Copa Sprite   |
| 1989 | Caldas     | II Copa Sprite  |
| 1990 | Antioquia  | III Copa Sprite |
| 1991 | Valle      | IV Copa Sprite  |

### Era Professionistica (1992-2000)
| Anno | Campione                 | Nome Torneo             |
| ---- | ------------------------ | ----------------------- |
| 1992 | Valle                    | Copa Sprite Profesional |
| 1993 | Arrieros de Antioquia    | I Copa Costeñita        |
| 1994 | Búcaros de Buc.          | II Copa Costeñita       |
| 1995 | Caimanes de Barranquilla | III Copa Costeñita      |
| 1996 | Arrieros de Antioquia    | IV Copa Costeñita       |
| 1997 | Piratas de Bogotá        | V Copa Costeñita        |
| 1998 | Piratas de Bogotá        | VI Copa Costeñita       |
| 1999 | Piratas de Bogotá        | VII Copa Costeñita      |
| 2000 | Sabios de Manizales      | VIII Copa Costeñita     |

### Era ad inviti (2001-2012)
| Anno          | Campione              | Finalista             | Nome Torneo                         |
| ------------- | --------------------- | --------------------- | ----------------------------------- |
| 2001          | Paisas de Medellín    | Cañoneros de Cúcuta   | Copa Invitacional FCB-SALUDCOP-IDRD |
| 2002          | Non disputata         | Non disputata         | Non disputata                       |
| 2003          | Piratas de Bogotá     | Arrieros de Antioquia | Copa Invitacional FCB-SALUDCOP-IDRD |
| 2004          | Piratas de Bogotá     | Azucareros del Valle  | Copa Invitacional FCB-SALUDCOP-IDRD |
| 2005          | Non disputata         | Non disputata         | Non disputata                       |
| 2006          | Piratas de Bogotá     | Indervalle de Calì    | Copa Invitacional FCB-SALUDCOP-IDRD |
| 2007          | Piratas de Bogotá     | Arrieros de Antioquia | Copa Invitacional FCB-SALUDCOP      |
| 2008          | Cúcuta Norte          | Búcaros de Buc.       | Copa Invitacional FCB-IDRD          |
| 2009 Dettagli | Cúcuta Norte          | Búcaros de Buc.       | Copa Invitacional FCB               |
| 2010 Dettagli | Arrieros de Antioquia | Piratas de Bogotá     | Copa Invitacional FCB               |
| 2011 Dettagli | Búcaros de Buc.       | Guerr. de Bogotá      | Copa Invitacional FCB               |
| 2012 Dettagli | Búcaros de Buc.       | Guerr. de Bogotá      | Copa Invitacional FCB               |

### Era professionistica - Liga Colombiana de Baloncesto
| Anno             | Campione               | Finalista              | Semifinalista                                    | Nome Torneo                    |
| ---------------- | ---------------------- | ---------------------- | ------------------------------------------------ | ------------------------------ |
| 2013-I Dettagli  | Bamb. de Neiva         | Búcaros de Buc.        | Once Caldas Piratas de Bogotá                    | Liga Directv de Baloncesto     |
| 2013-II Dettagli | Guerr. de Bogotá       | Academia de la Montaña | Cimarrones del Chocó Bamb. de Neiva              | Liga Directv de Baloncesto     |
| 2014-I Dettagli  | Piratas de Bogotá      | Guerr. de Bogotá       | Academia de la Montaña Cafeteros de Armenia      | Liga Directv de Baloncesto     |
| 2014-II Dettagli | Piratas de Bogotá      | Guerr. de Bogotá       | Búcaros de Buc.                                  | Liga Directv de Baloncesto     |
| 2015-I Dettagli  | Piratas de Bogotá      | Academia de la Montaña | Once Caldas Patriotas de Boyacá                  | Liga Directv de Baloncesto     |
| 2015-II Dettagli | Búcaros de Buc.        | Piratas de Bogotá      | Academia de la Montaña Llaneros de Villavicencio | Liga Directv de Baloncesto     |
| 2016 Dettagli    | Academia de la Montaña | Búcaros de Buc.        | Sabios de Manizales Cimarrones del Chocó         | Liga Directv de Baloncesto     |
| 2017 Dettagli    | Cimarrones del Chocó   | Toros del Valle        | Academia de la Montaña Condores de Cund.         | Liga Directv de Baloncesto     |
| 2018 Dettagli    | Titanes Barranq.       | Caribbean Storm        | Toros del Valle Academia de la Montaña           | Liga Profesional de Baloncesto |
| 2019 Dettagli    | Titanes Barranq.       | Toros del Valle        | Caribbean Storm Piratas de Bogotá                | Liga Profesional de Baloncesto |
| 2020 Dettagli    | Titanes Barranq.       | Toros del Valle        | Tigrillos Medellín Búcaros de Buc.               | Liga Profesional de Baloncesto |
| 2021-I Dettagli  | Titanes Barranq.       | Tigrillos Medellín     | Motilones del Norte Cafeteros de Armenia         | Liga Profesional de Baloncesto |
| 2021-II Dettagli | Titanes Barranq.       | Cimarrones del Chocó   | Motilones del Norte Caribbean Storm              | Liga WPlay de Baloncesto       |
| 2022-I Dettagli  | Titanes Barranq.       | Cafeteros de Armenia   | Toros del Valle Búcaros de Buc.                  | Liga WPlay de Baloncesto       |
| 2022-II Dettagli | Titanes Barranq.       | Caribbean Storm        | Piratas de Bogotá Cimarrones del Chocó           | Liga WPlay de Baloncesto       |
| 2023-I Dettagli  | Caribbean Storm        | Cafeteros de Armenia   | Titanes Barranq. Piratas de Bogotá               | Liga WPlay de Baloncesto       |
| 2023-II Dettagli | Titanes Barranq.       | Cafeteros de Armenia   | Caribbean Storm Toros del Valle                  | Liga WPlay de Baloncesto       |
| 2024-I Dettagli  | Titanes Barranq.       | Toros del Valle        | Caribbean Storm Motilones del Norte              | Liga WPlay de Baloncesto       |
| 2024-II Dettagli | Motilones del Norte    | Caribbean Storm        | Cimarrones del Chocó Toros del Valle             | Liga BetPlay de Baloncesto     |

## Statistiche

### Titoli per club
| Squadra                                   | Titoli | Edizioni vinte                                                                      |
| ----------------------------------------- | ------ | ----------------------------------------------------------------------------------- |
| Piratas de Bogotá                         | 13     | 1997, 1998, 1999, 2003, 2004, 2005, 2006, 2007, 2008, 2009, 2014-I 2014-II, 2015-I, |
| Titanes Barranq.                          | 9      | 2018, 2019, 2020, 2021-I, 2021-II, 2022-I, 2022-II, 2023-II, 2024-I.                |
| Búcaros de Buc.                           | 4      | 1994, 2011, 2012, 2015-II                                                           |
| Arrieros de Antioquia/ Paisas de Medellín | 4      | 1993, 1996, 2001, 2010                                                              |
| Cimarrones del Chocó                      | 2      | 2014-I, 2017                                                                        |
| Cúcuta Norte                              | 2      | 2008, 2009                                                                          |
| Valle-Sensus                              | 2      | 1991, 1992                                                                          |
| Caimanes de Barranquilla                  | 1      | 1995                                                                                |
| Cali Sport - JGB                          | 1      | 1988                                                                                |
| Caldas Bancafetero Aces                   | 1      | 1989                                                                                |
| Antioquia-Sprite                          | 1      | 1990                                                                                |
| Sabios de Manizales                       | 1      | 2000                                                                                |
| Bamb. de Neiva                            | 1      | 2013-I                                                                              |
| Guerr. de Bogotá                          | 1      | 2013-II                                                                             |
| Academia de la Montaña                    | 1      | 2016-I                                                                              |
| Caribbean Storm                           | 1      | 2023-I                                                                              |
| Motilones del Norte                       | 1      | 2024-II                                                                             |

### Titoli per Dipartimento
| Dipartimento             | Titoli | Squadre                                                    | Edizioni                                                                                             |
| ------------------------ | ------ | ---------------------------------------------------------- | --- |
| Bogotà, Distrito Capital | 15     | Piratas; Guerreros                                         | 1997, 1998, 1999, 2003, 2004, 2005, 2006, 2007, 2008, 2009, 2014-II; 2013-II, 2014-I 2014-II, 2015-I |
| Atlantico                | 12     | Titanes (9), Caimanes (1)                                  | 1995, 2018, 2019, 2020, 2021-I, 2021-II, 2022-I, 2022-II, 2023-II,                                   |
| Antioquia                | 6      | Antioquia-Sprite; Paisas; Arrieros; Academia de la montaña | 1990, 1993, 1996, 2001, 2010, 2016-I                                                                 |
| Santander                | 6      | Búcaros                                                    | 1994, 2006, 2007, 2011, 2012, 2015-II                                                                |
| Valle del Cauca          | 3      | Cali Sport - JGB; Valle-Sensus                             | 1988, 1991, 1992                                                                                     |
| Norte de Santander       | 3      | Cúcuta-Norte (2), Motilones                                | 2008, 2009, 2024-II                                                                                  |
| Caldas                   | 2      | Caldas Bancafetero Aces; Sabios                            | 1989, 2000                                                                                           |
| Chocó                    | 1      | Cimarrones                                                 | 2017                                                                                                 |
| Huila                    | 1      | Bambuqueros                                                | 2013-I                                                                                               |
| San Andrés               | 1      | Caribbean Storm                                            | 2023-I                                                                                               |